# 拇指角 (瑪麗伯德地)
84°48′S 116°18′W / 84.800°S 116.300°W
拇指角（英語：Thumb Promontory）是南極洲的海角，位於瑪麗伯德地，屬於俄亥俄山脈的一部分，處於拉基嶺北面，由新西蘭研究隊命名，現時由南極條約體系管理。